# كاسابيرميخا
بلدية كاسابيرميخا (بالإسبانية: Casabermeja) هي بلدية تقع في مقاطعة مالقة التابعة لمنطقة أندلوسيا جنوب إسبانيا.

## الديموغرافيا
بلغ عدد سكان بلدية كاسابيرميخا 3.675 نسمة عام 2011 (وفقاً للمعهد الوطني الإسباني للإحصاء).
| 3.034 | 2.958 | 2.979 | 3.240 | 3.421 | 3.520 | 3.675 |

## أعلام
- بارتولومي رويز غونزاليس